# Chimarra haimuoihai
Chimarra haimuoihai är en nattsländeart som beskrevs av Malicky 1995. Chimarra haimuoihai ingår i släktet Chimarra och familjen stengömmenattsländor. Inga underarter finns listade i Catalogue of Life.